# Karl August Lossen
Karl August Lossen, född 5 januari 1841 i Kreuznach, död 24 februari 1893 i Berlin, var en tysk geolog.
Lossen blev efter studier inom bergfacket och vid universiteten i Berlin och Halle an der Saale 1866 biträdande geolog och 1873 statsgeolog vid Preussens geologiska undersökning i Berlin samt verkade i denna ställning till sin död. Sedan 1886 var han tillika e.o. professor vid Berlins universitet.
Han utövade en mångsidig verksamhet inom flertalet av geologins områden. Framförallt är han dock känd för sina ingående undersökningar av Taunus och Harz. Under dessa arbeten kom han redan på 1860-talet till det resultatet, att en stor del av de kristalliniska skiffrarna uppkommit ur normala sediment och eruptiva bergarter genom en omkristallisation på våta vägen i samband med bergskedjebildande mekaniska processer. Han hade därigenom en banbrytande betydelse för uppfattningen om de kristalliniska skiffrarnas uppkomst genom dynamometamorfos eller regionalmetamorfos. I samband därmed utförde han även betydelsefulla undersökningar över eruptiva bergarters inverkan på omgivande äldre bergarter.
Lossen publicerade ett stort antal avhandlingar och geologiska kartor, bland vilka kan nämnas Geognostische Beschreibung der linksrheinischen Fortsetzung des Taunus (1867) samt hans kartor över Harz med beskrivningar.